# Boriziny
Boriziny – miasto na Madagaskarze, w regionie Sofia.